# Гёбель, Петер
Петер Гёбель (нем. Peter Göbel; род. 27 марта 1941 года, Берлин, Германия) — фигурист из ГДР, выступавший в парном разряде. В паре с Маргит Зенф он — бронзовый призёр чемпионата Европы и трёхкратный чемпион ГДР.

## Результаты
| Соревнования      | 1960 | 1961 | 1962 | 1963 | 1964 |
| ----------------- | ---- | ---- | ---- | ---- | ---- |
| Олимпийские игры  |      |      |      |      | 13   |
| Чемпионаты Европы | 8    | 3    |      | 4    |      |
| Чемпионаты ГДР    | 1    | 1    |      | 1    | 3    |